# Kékbegy
A kékbegy (Luscinia svecica) a madarak (Aves) osztályának verébalakúak (Passeriformes) rendjébe, ezen belül a légykapófélék (Muscicapidae) családjába tartozó faj.

## Előfordulása
Európában és Ázsiában költ. A telet  Észak-Afrikában és Indiában tölti. A szegélynádasok, sással benőtt kanálisok lakója.

### Kárpát-medencei-előfordulása
Áprilistól szeptemberig tartózkodik Magyarországon. Tavak, halastavak nádasainak szegélyében rendszeres fészkelő. Hazánkban a fehér csillagos alfaj költ és rendszeresen átvonul. A vörös csillagos törzsalak (ssp. svecica), amely a tundra és a szubalpin területek jellegzetes fészkelője nálunk rendkívül ritka kóborló.

## Alfajai
Alfajait két csoportba szokás sorolni.
- Cyanecula csoport – fehér csillagos alfajok
  - Luscinia svecica cyanecula (Johann Wolf, 1810) – Hollandia, Franciaország keleti része, Spanyolország középső része, Németország, Közép-Európa, keletre Ukrajna északnyugati részéig, fehér csillag
  - Luscinia svecica namnetum (Noël Mayaud, 1934)  – Franciaország délnyugati és középső része
  - Luscinia svecica magna (Nikolai Alexejewitsch Sarudny & John Claudius Loudon, 1904) – Törökország keleti része, a Kaukázus vidéke és Észak-Irán

Egyes rendszerezők az Ibériai-félszigeten élő madarakat Luscinia svecica azuricollis néven külön alfajnak tekintik.
Átmeneti alfajok
- - Luscinia svecica volgae (O. Kleinschmidt, 1907) – Ukrajna északkeleti része és európai Oroszország középső és keleti része
  - Luscinia svecica abbotti (Charles Wallace Richmond, 1896) – Afganisztán északi része, Pakisztán északi része, Kasmír és a Himalája Északnyugati vonulatai
- Svecica csoport – vörös csillagos alfajok
  - Luscinia svecica svecica (Linnaeus, 1758) – Észak-Európa, Észak-Ázsia, Alaszka északi és Kanada északnyugati része, az 1970'-es évek óta egyes közép-európai hegységekben is előfordul, rozsdavörös csillag
  - Luscinia svecica pallidogularis (Zarudny, 1897) – Kazahsztán, Üzbegisztán és Türkmenisztán
  - Luscinia svecica tianshanica – a Tien-san hegység
  - Luscinia svecica saturatior (Pjotr Petrowitsch Suschkin, 1925) – az Altáj-hegység, Mongólia északnyugati részeKözép-Ázsia hegyvidékei
- Luscinia svecica kobdensis (Arkadi Jakowlewitsch Tugarinow, 1929) – Mongólia nyugati része és Nyugat-Kína
- Luscinia svecica przewalskii (Arkadi Jakowlewitsch Tugarinow, 1929) – Közép-Kína

## Megjelenése
Testhossza 14 centiméter, a szárnyfesztávolsága 20–22 centiméter, testtömege pedig 15–25 gramm. Háta és szárnyai sötétbarnák. A hím kék mellényén alfajtól függően más színű csillagot visel. A tojó torka fehéres. A fiatalok az első vedlésig pettyezettek.
|  |  |

## Életmódja
Rovarokkal, férgekkel és pókokkal táplálkozik.

## Szaporodása

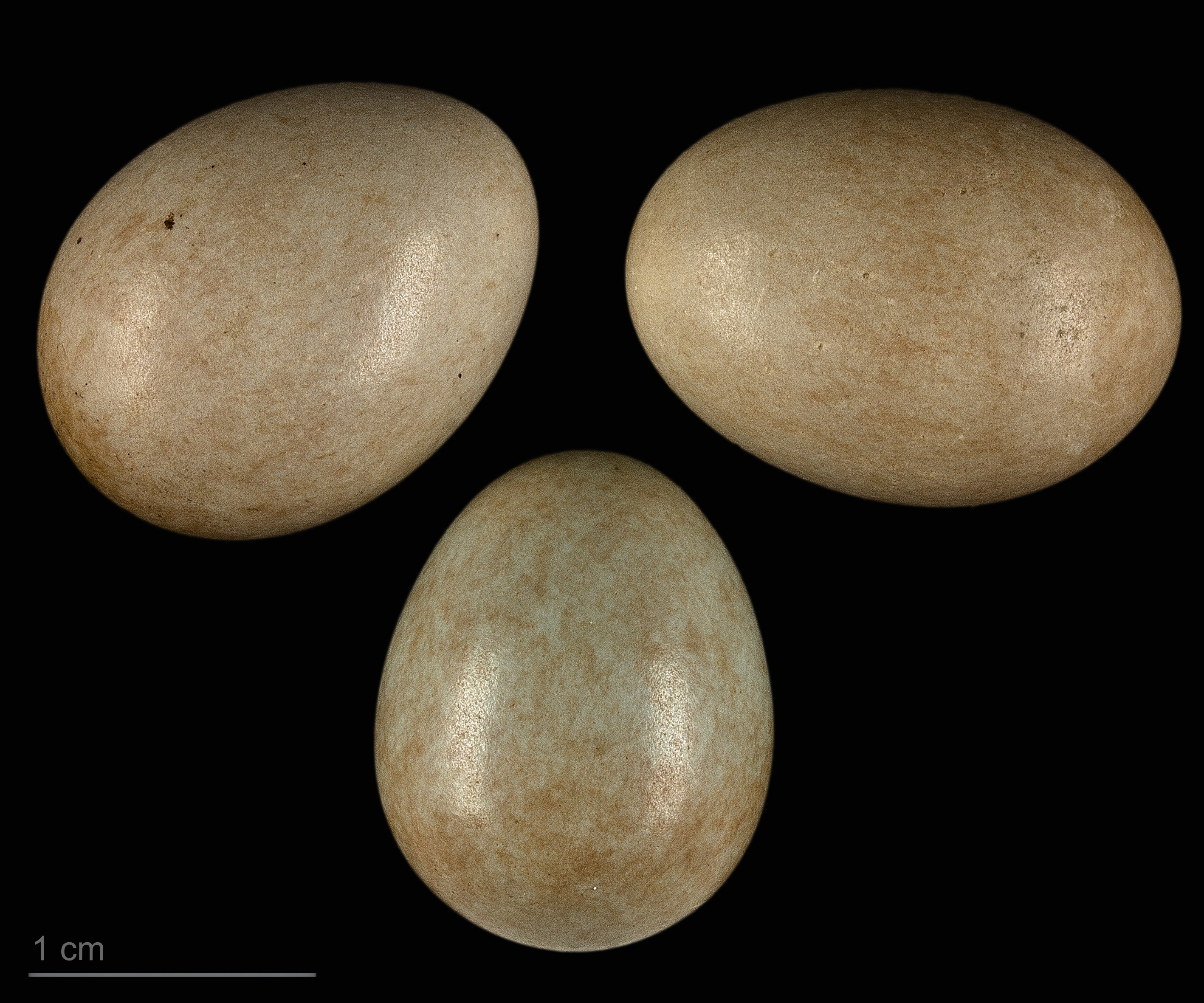
Luscinia svecica cyanecula

Töltések oldalába vagy a talajra, növények közé rejtve készíti fészkét. Fészekalja északon 6-7 tojásból áll, délen 4-5 tojást rak. 13-14 napig kotlik és még 13-14 napig gondozza őket.